# Brillantkresylblau
Brillantkresylblau ist ein Farbstoff, der eine Vitalfärbung beziehungsweise Supravitalfärbung von Zellen ermöglicht. Die Färbung erfolgt über eine Bindung der Farbstoffmoleküle an positive Ladungen im Gewebe, beziehungsweise an Zellorganellen wie Ribosomen.

## Chemie
Brillantkresylblau gehört zu den Diaminobenzooxazinen. Es sind im Laufe der Zeit mehrere Strukturen im Umlauf gewesen, welche als Brillantkresylblau bezeichnet werden (vgl. Abbildung). Selbst verwandte Oxazine wurden teilweise als Brillantkresylblau geführt. Schließlich wurde es auch teilweise als Neu-Methylenblau deklariert.

Verschiedene Strukturen von Brillantkresylblau. Abgebildet sind nur die Kationen, die korrespondierenden Chloridionen wurden weggelassen.

Struktur 1 wurde zum einen im Deutschen Reich vor Ausbruch des Zweiten Weltkrieges aber auch kurz nach 1980 produziert. Struktur 2 ist zwar die bevorzugte Struktur von der Colour Index International, vermutlich war sie jedoch kommerziell nie zugänglich. Die dritte Struktur (3) ist in den USA seit den 1950er Jahren hergestellt worden. Teilweise wird diese unter dem Namen brilliant cresyl blue ALD geführt. Die letzte oben abgebildete Struktur (4) wurde ebenfalls in den USA nach dem Zweiten Weltkrieg produziert.
Das Absorptionsmaximum des Farbstoffes in einer 50%igen ethanolischen Lösung liegt bei λmax = 622 nm. Es wird entweder als hemi-Zinkchlorid-Verbindung oder als Chlorid verkauft. Das Kation selbst (siehe Abbildung) ist schwach hydrophob. Dunkel und verschlossen aufbewahrt ist Brillantkresylblau stabil lagerfähig.

## Anwendungen
Brillantkresylblau hat in der Zellbiologie eine lange Anwendungsgeschichte. Für das Anfärben von Präparaten wird dabei eine schwach alkoholische Lösung des Farbstoffes verwendet oder der Farbstoff in destilliertem Wasser gelöst. Die Methode wurde von Lavaditi um 1901 beschrieben und zunächst für die Färbung von Blutplättchen (Thrombozyten) eines Leukämiepatienten eingesetzt. Die Supravitalfärbung mittels Brillantkresylblau wurde damals auch für Retikulozyten eingeführt. Die Methode war basierend auf den Erkenntnissen von Nakanishi entwickelt worden, welcher Bakterienfärbungen mit Methylenblau durchführte. Durch Brillantkresylblau konnten das Eindringen von Spermien in Oocyten beobachtet werden. Es ist ebenfalls anwendbar bei der Untersuchung roter Blutkörperchen auf korrekte Glucose-6-phosphat-Dehydrogenase-Aktivität.
Schließlich kann durch den Farbstoff auch überprüft werden, wie Blastocystis hominis, ein parasitärer, eukaryontischer Erreger von Durchfallerkrankungen, nach medikamentöser Behandlung bei Menschen reagiert.
Für das Zählen von Retikulozyten im Blut oder Knochenmark beziehungsweise Untersuchung krankhafter Erythroblasten kann ebenso Brillantkresylblau genutzt werden.
Neben der Färbung tierischer Präparate ist es auch möglich verschiedene Pflanzengewebe zu färben, beispielsweise zur Beobachtung der Kernteilung. Hierbei ist sowohl die Herstellung von Vitalpräparaten als auch von Dauerpräparaten gefärbt mit Brillantkresylblau möglich. Dies ermöglicht beispielsweise den Vergleich von fixierten und „lebenden“ Chromosomen. Durchführbar ist mit der Färbung aber auch eine Untersuchung anderer Zellorganellen. Beschrieben wurde in diesem Zusammenhang auch von Harold Joel Conn eine Verzögerung des Wachstums von Tumorzellen durch den Farbstoff.
In neuerer Zeit wurden Untersuchungen über die Verwendung von Brillantkresylblau in der In-vitro-Fertilisation durchgeführt. Mit Hilfe des Farbstoffes ist es hierbei möglich Eizellen mit gutem Entwicklungspotential zu selektieren. Entsprechende Studien wurden an Eizellen von Mäusen und Hunden vorgenommen.